# Rutger ten Velde
Rutger ten velde (født 5. marts 1997) er en hollandsk håndboldspiller for TuS N-Lübbecke og det hollandske landshold.
Han repræsenterede Holland ved EM i håndbold for mænd i 2022.
Ten Velde sluttede ved EM i håndbold for mænd i 2024 som nummer fem på den samlede topscorerliste med 45 mål i løbet af turneringen.